# بنجامین باترست
بنجامین باترست (انگلیسی: Benjamin Bathurst؛ زادهٔ ۲۷ مهٔ ۱۹۳۶) افسر بازنشسته نیروی دریایی پادشاهی بریتانیا است. او تنها فرد زنده، به جز شاه چارلز سوم، است که از زمان مرگ لرد بویس، رتبه دریاسالار ناوگان را در نیروی دریایی سلطنتی دارد. پس از آموزش به عنوان خلبان و کسب صلاحیت به عنوان مربی هلیکوپتر، باتورست فرماندهی یک اسکادران هوایی نیروی دریایی و سپس دو ناوچه را بر عهده داشت و سپس به فرماندهی بالاتر در نیروی دریایی رسید. او از سال ۱۹۹۳ تا ۱۹۹۵ به عنوان لرد اول دریا و رئیس ستاد نیروی دریایی خدمت کرد: در این سمت، او به دولت بریتانیا در مورد استقرار پشتیبانی دریایی از جمله سی هریر در طول جنگ بوسنی مشاوره داد.